# Isaac Donkor
Isaac Donkor (* 15. August 1995 in Kumasi) ist ein ghanaisch-italienischer Fußballspieler.

## Karriere
Donkor wurde in der Jugend vom US Ogliano und Calcio Padova ausgebildet und wechselte 2010 zu Inter Mailand. Dort kam er zunächst hauptsächlich in der Primavera zum Einsatz. Seit 2012 stand er in unregelmäßigen Abständen auch im Kader der Nerazzurri. 2012 debütierte er in der Europa League, 2013 in der Coppa Italia und 2015 in der Serie A.
In der Saison 2015/16 spielte Donkor dann auf Leihbasis in der Serie B beim FC Bari. In der Hinrunde der Saison 2016/17 stand er bei der US Avellino 1912 unter Vertrag, in der Rückrunde bei der AC Cesena. Im Sommer 2017 verpflichtete Cesena Donkor von Inter Mailand. Nach der Insolvenz von Cesena wechselte er zur Saison 2018/19 zum CS Universitatea Craiova nach Rumänien. Nach der Saison 2018/19 verließ er Craiova.
Im September 2019 wechselte er nach Österreich zum SK Sturm Graz, bei dem er einen bis Juni 2020 laufenden Vertrag erhielt. Nach einer Saison verließ er die Steirer nach der Saison 2019/20 wieder.
Daraufhin wechselte er zur Saison 2020/21 in die Türkei zum Zweitligisten Adanaspor.